# 特雷斯克魯塞斯山

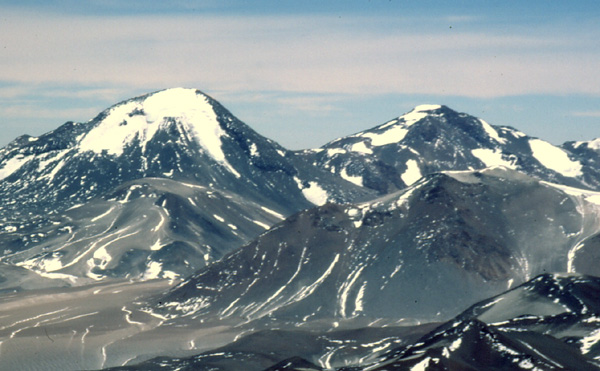

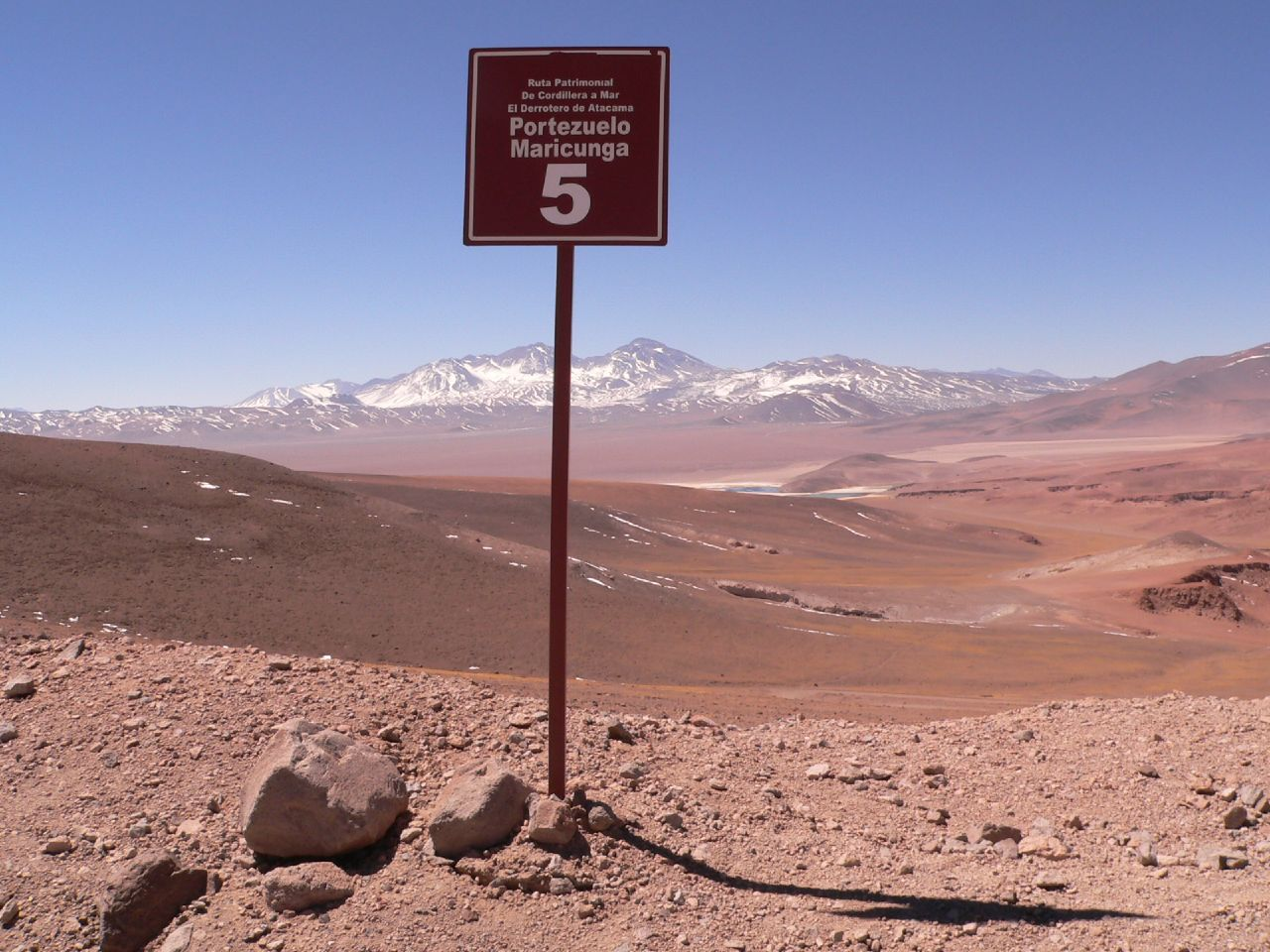

特雷斯克魯塞斯山是南美洲的火山，位於智利阿塔卡馬大區和阿根廷卡塔馬卡省接壤的邊境，屬於安第斯山脈的一部分，海拔高度6,748米。

## 外部連結
- Andes Handbook （页面存档备份，存于） (Spanish)
- Tres Cruces (Spanish)

27°06′S 68°47′W / 27.100°S 68.783°W